# ویکتور واتزکز (بازیکن فوتبال، زاده ۱۹۸۹)
ویکتور واتزکز (انگلیسی: Víctor Vázquez؛ زادهٔ ۱۷ اکتبر ۱۹۸۹) بازیکن فوتبال اهل اسپانیا است.
از باشگاه‌هایی که در آن بازی کرده‌است می‌توان به باشگاه فوتبال سلتاویگو اشاره کرد.